# 145e régiment d'infanterie territoriale
Le 145e régiment d'infanterie territoriale est un régiment d'infanterie de l'armée de terre française qui a participé à la Première Guerre mondiale.

## Création et différentes dénominations
- mars 1875 : le 145e régiment d'infanterie territoriale reçoit son numéro par décret du 19 mars 1875, en prévision d'une mobilisation[1].
- août 1914 : formation du 145e régiment d'infanterie territoriale
- août 1918 : dissolution du régiment, formation de deux bataillons de pionniers[2]
- janvier 1919 : dissolution et démobilisation des deux bataillons de pionniers

## Historique des opérations du145eRIT

### Première Guerre mondiale

#### Affectations
- un bataillon à la 40e division d'infanterie d'août à novembre 1918

## Drapeau
Il porte, cousues en lettres d'or dans ses plis, les inscriptions suivantes :
- Verdun 1916